# Aphelandra modesta
Aphelandra modesta är en akantusväxtart som först beskrevs av Gottfried Wilhelm Johannes Mildbraed, och fick sitt nu gällande namn av D. C. Wasshausen. Aphelandra modesta ingår i släktet Aphelandra och familjen akantusväxter. Inga underarter finns listade i Catalogue of Life.